# Derek Pritchard, Baron Pritchard
Derek Wilbraham Pritchard, Baron Pritchard Kt DL (* 8. Juni 1910; † 18. Juni 1995) war ein britischer Oberst, Banker und Wirtschaftsmanager, der 1975 als Life Peer aufgrund des Life Peerages Act 1958 Mitglied des House of Lords wurde.

## Leben

### Militärische Laufbahn und Wirtschaftsmanager
Pritchard absolvierte seine schulische Ausbildung am Clifton College und absolvierte während des Zweiten Weltkrieges zwischen 1939 und 1945 seinen Militärdienst als Offizier der Royal Artillery British Army im Fernen Osten und wurde zuletzt zum Oberst befördert. Als solcher fungierte er als Direktor für Radarbeschaffung im Hauptquartier der Vereinigten Stabschefs der Alliierten Streitkräfte in Washington, D.C.
Nach Kriegsende war er als Wirtschaftsmanager tätig und war zunächst zwischen 1965 und 1966 stellvertretender Vorsitzender sowie danach von 1966 bis 1968 Vorsitzender des Britischen Nationalen Ausfuhrrates (British National Export Council). Für seine Verdienste um die Exportwirtschaft wurde er zum 1. Januar 1968 zum Knight Bachelor geschlagen und führte fortan den Namenszusatz „Sir“. In der Funktion als Vorsitzender des Nationalen Ausfuhrrates folgte ihm am 1. November 1968 Peter Runge.
Pritchard war daraufhin zwischen 1968 und 1970 Vorstandsvorsitzender des Brauereikonzerns Allied Breweries sowie von 1970 bis 1972 Vorsitzender des Vorstands des Tabakindustrieunternehmens Carreras Tobacco Company. Darüber hinaus fungierte er zwischen 1972 und 1975 als Vorstandsvorsitzender des ebenfalls zur Tabakindustrie gehörenden Unternehmens Rothmans International sowie Präsident des Institute of Directors (IoD), eine 1903 gegründete Institution zur Vertretung und Unterstützung von Wirtschaftsmanagern. 

### Sheriff von Northamptonshire und Oberhausmitglied
Am 16. November 1972 wurde er zu einem der Sheriffs von Northamptonshire ernannt. Danach erfolgte am 11. Februar 1974 seine Berufung zum Deputy Lieutenant von Northamptonshire. Am 14. November 1974 wurde er für die Grafschaft Northamptonshire zum High Sheriff für die Kammer für Zivilsachen (Queen’s Bench Division) des High Court of Justice berufen.
Durch ein Letters Patent vom 30. Januar 1975 wurde Pritchard als Life Peer mit dem Titel Baron Pritchard, of West Haddon in the County of Northamptonshire, in den Adelsstand erhoben und gehörte bis zu seinem Tod knapp drei Jahre später dem House of Lords als Mitglied an. Seine offizielle Einführung (Introduction) in das Oberhaus erfolgte am 25. Februar 1975 mit Unterstützung durch James Turner, 1. Baron Netherthorpe und William McFadzean, Baron McFadzean. Seine Jungfernrede (Maiden Speech) im House of Lords hielt er am 9. Juli 1975 über die Leistung der Exportwirtschaft Großbritanniens.
Zuletzt fungierte er auch unter anderem als Direktor von Franklin Templeton Investment Management Limited sowie Franklin Templeton Global Investors Limited, zwei zur im kalifornischen San Mateo ansässigen Investmentgesellschaft Franklin Templeton Investments gehörenden Unternehmen.